# Монро (Огайо)
Монро (англ. Monroe) — місто (англ. city) в США, в округах Батлер і Воррен штату Огайо. Населення — 15 412 особи (2020).

## Географія
Монро розташоване за координатами 39°26′46″ пн. ш. 84°22′13″ зх. д. / 39.44611° пн. ш. 84.37028° зх. д. (39.446096, -84.370332).  За даними Бюро перепису населення США в 2010 році місто мало площу 41,17 км², з яких 41,11 км² — суходіл та 0,06 км² — водойми.

## Демографія
Згідно з переписом 2010 року, у місті мешкали 12 442 особи в 4649 домогосподарствах у складі 3481 родини. Густота населення становила 302 особи/км².  Було 4896 помешкань (119/км²).
Расовий склад населення:
| - 92,6 % — білих - 3,7 % — чорних або афроамериканців - 1,7 % — азіатів - 0,2 % — корінних американців |

До двох чи більше рас належало 1,3 %. Частка іспаномовних становила 1,8 % від усіх жителів.
За віковим діапазоном населення розподілялося таким чином: 27,0 % — особи молодші 18 років, 58,7 % — особи у віці 18—64 років, 14,3 % — особи у віці 65 років та старші. Медіана віку мешканця становила 36,9 року. На 100 осіб жіночої статі у місті припадало 95,1 чоловіків;  на 100 жінок у віці від 18 років та старших — 90,3 чоловіків також старших 18 років.
Середній дохід на одне домашнє господарство  становив 76 920 доларів США (медіана — 71 588), а середній дохід на одну сім'ю — 88 647 доларів (медіана — 83 397). Медіана доходів становила 55 975 доларів для чоловіків та 41 287 доларів для жінок. За межею бідності перебувало 6,3 % осіб, у тому числі 9,2 % дітей у віці до 18 років та 5,9 % осіб у віці 65 років та старших.
Цивільне працевлаштоване населення становило 6588 осіб. Основні галузі зайнятості: освіта, охорона здоров'я та соціальна допомога — 22,2 %, виробництво — 17,2 %, науковці, спеціалісти, менеджери — 11,1 %, роздрібна торгівля — 11,0 %.